# Fulolo
Fulolo is een bestuurslaag in het regentschap Nias Utara van de provincie Noord-Sumatra, Indonesië. Fulolo telt 1706 inwoners (volkstelling 2010).